# Madrigale spirituale
Un madrigale spirituale  è un madrigale, una composizione polifonica vocale derivante dal madrigale, che utilizza un testo in italiano come nel madrigale, ma di contenuto sacro o spiritualeggiante invece che profano. La maggior parte degli esempi risalgono al tardo Rinascimento fino all'inizio del Barocco, e  provengono soprattutto dall'Italia e dalla Germania.

## Storia
I madrigali spirituali sono stati quasi sempre destinati ad un pubblico di amatori colti, spesso aristocratici. Essi venivano eseguiti in case private, accademie, e corti di nobili in Italia e nei paesi adiacenti, ma quasi certamente non vennero utilizzati dal punto di vista liturgico. Il madrigale spirituale era una composizione a cappella, anche se con accompagnamento strumentale in alcune rare occasioni, soprattutto dopo il 1600.
Nel corso della Controriforma si ebbe, in una certa misura, una reazione contro la secolarizzazione dell'arte della musica in Italia, Spagna e nel sud  cattolico della Germania. Anche se questo non ha impedito la composizione di musica profana, anzi l'esplosione di forme e stili della musica profana continuarono senza sosta. Molti compositori iniziarono ad adattare le forme profane più avanzate, in materia di composizione, per l'uso religioso. A volte, madrigali esistenti vennero semplicemente dotati di un testo religioso, di solito in latino, senza altri cambiamenti (tali adattamenti sono chiamati "travestimenti spirituali" o "contrafacta"). Alcuni dei madrigali spirituali raggiunsero vette di intensità espressiva ed emotiva almeno pari a quelle dei migliori madrigalisti nelle loro composizioni profane.
La forma fu probabilmente incoraggiata dai gesuiti; molte collezioni vennero dedicate a loro, specialmente negli anni 1570 e 1580.
Alcuni famosi esempi di madrigali spirituali comprendono la silloge su testi di  Luigi Tansillo Lagrime di San Pietro di Orlando di Lasso (Monaco di Baviera, 1595); Vergine bella di Guillaume Dufay, (ca. 1470) su poema di Petrarca; Giovanni Pierluigi da Palestrina, Primo libro di madrigali (1581), anch'esso su poemi mariani di Petrarca, e l'enorme collezione di Giovanni Francesco Anerio, Teatro armonico spirituale (Roma, 1619).